# Støttetandede
Støttetandede eller Haredyr (latin: Lagomorpha) er en pattedyrorden, hvor overmundens fire fortænder sidder parvis bag hinanden. Til ordenen hører bl.a. hare og vildkanin. De er således ikke gnavere, men danner deres egen orden.

## Fordøjelse
Haredyr, såsom kaniner, spiser deres mad, har afføring, og spiser dernæst afføringen. Deres fordøjelse minder således om drøvtyggernes.
| Citat         | Men følgende maa I ikke spise af dem der tygger Drøv, og af dem, der har Klove: [.....] Haren, thi den tygger vel Drøv, men har ikke Klove; den skal være eder uren. | Citat |
| 3 Mos. 11,4–6 | |       |